# NADH:ユビキノン還元酵素 (水素イオン輸送型)
NADH:ユビキノン還元酵素 (水素イオン輸送型) (NADH:ubiquinone reductase (H+-translocating)) は、NADHからユビキノン（CoQ）へ電子2つを転移させる酸化還元酵素であり、その際に生体膜の片側から反対側へと水素イオンを輸送する酵素である。ミトコンドリアの内膜や原核生物の細胞膜に位置し、プロトン濃度勾配を形成することでATP合成や膜電位の維持に寄与する。多数のペプチドから構成されるタンパク質複合体であり、酸化的リン酸化を行う呼吸鎖の“入り口酵素”の1つであることから、複合体Iとも呼ばれる。習慣的にNADH脱水素酵素(NADH dehydrogenase)と呼ばれることが多い。

## 反応
NADHデヒドロゲナーゼはミトコンドリアの電子伝達系における始めの酵素(複合体I)である。電子伝達系には、NADHデヒドロゲナーゼ（複合体I）の他、補酵素Q-シトクロムcレダクターゼ（複合体III）、シトクロムcオキシダーゼ（複合体IV）の計3種のエネルギー変換酵素がある。NADHデヒドロゲナーゼは電子伝達系の中では最も大きく、かつ複雑な酵素である。
{\displaystyle {\ce {NADH\ + H^+\ + CoQ\ + 4H^+{}_{in}-> NAD^+\ + CoQH2\ + 4H^+{}_{out}}}}
この過程では、複合体IはNADHを一分子酸化させるごとに4個のプロトンをミトコンドリアマトリックスから膜間スペースへ汲み出す。プロトンが膜外に汲み出されることにより発生した濃度勾配によって、最終的にATPシンターゼによりATPが合成されることとなる。
この反応は可逆的（例えば高膜電位のときコハク酸によりNAD+が還元される）であるが、正確な触媒機構は未だ判明していない。
興味深いことに、複合体Iにはアポトーシスを誘発する役割を持つ可能性がある。実際には、ミトコンドリアの活動とプログラム細胞死(PCD)との相互関係が体細胞胚初期において示されている。

## 構成と構造

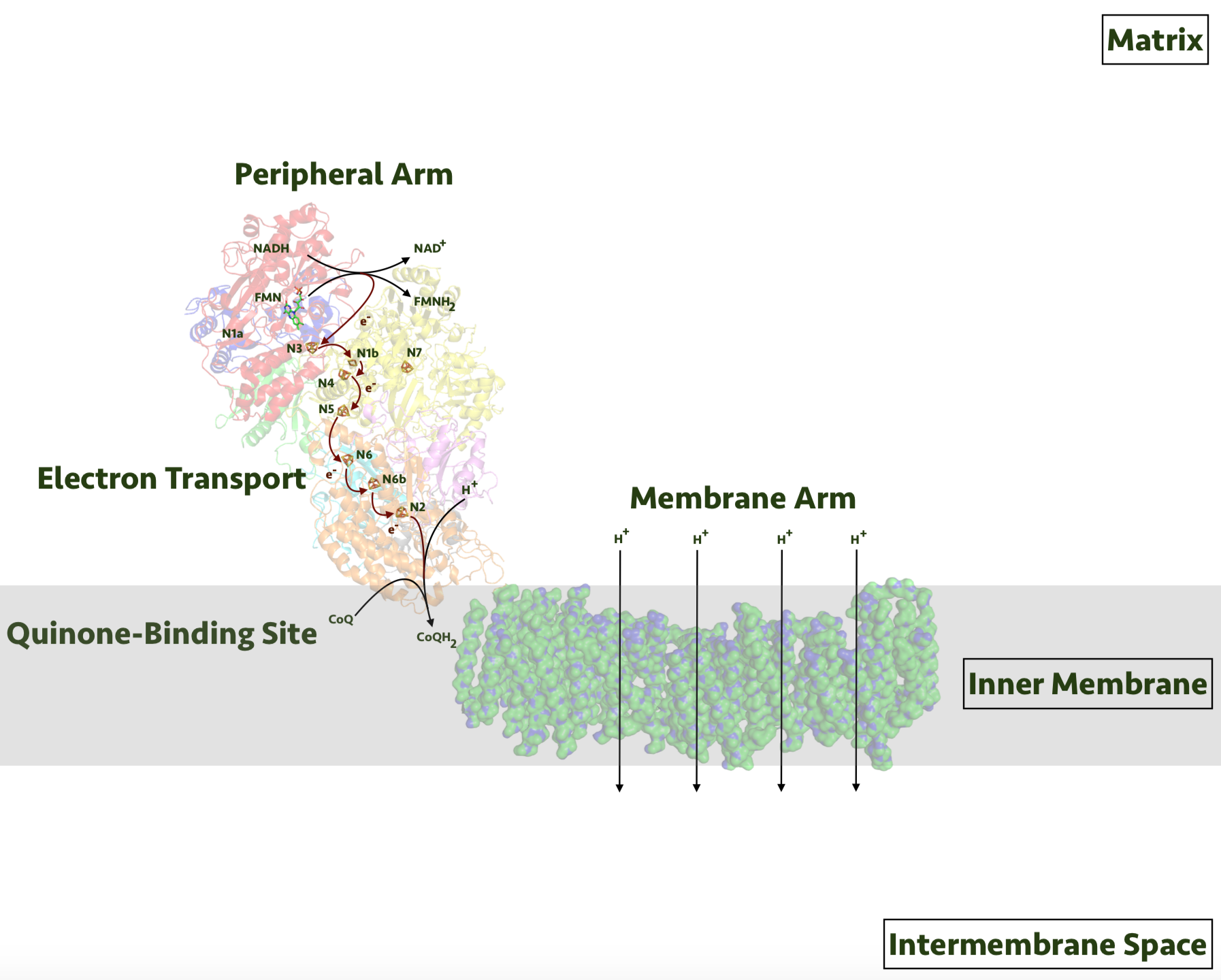
複合体Iの全体構造と電子伝達の概略。

NADHデヒドロゲナーゼは呼吸複合体の中で最も大きく、哺乳類のものでは45の独立したポリペプチド鎖を持つ。特に、機能的に重要なのはフラビン補欠分子族と8個の鉄硫黄クラスターである。45のサブユニットのうち７つはミトコンドリア遺伝子にコードされている。
構造は長い膜ドメイン（60個の膜貫通ヘリックス）と、酸化還元中心とNADH結合部位がある親水性周辺領域からなり、全体としてアルファベットのL字のようになっている。真核生物の複合体の構造はよく特徴付けされていないのに対し、バクテリア(Thermus thermophilus)の複合体の周辺/親水性ドメインが結晶化されている(PDB: 2FUG)。
電子スピン共鳴(EPR)および二重電子―電子共鳴(DEER)により、親水性領域において、フラビンからキノン結合部位にかけて連なって位置する７つの鉄硫黄クラスター上を電子が移動することが示された。
さらに、原子レベルの解像度での電子トンネル経路が、トンネル電流理論に基づいた計算によって明らかにされた。それによると、隣接した鉄硫黄クラスター間のトンネル経路は主に２つのシステイン配位子および１つのタンパク質残基(mediator)からなる。mediator残基は種々の異なる生物種間でよく保存され、さらにそれらを置換した変異体で電子移動速度が計算上著しく低下することから、mediator残基が生体中での電子移動に不可欠な役割を果たしていることがわかる。また、タンパク質サブユニット間の内部水が電子移動速度を大きく増加させ、生体中で観測される高い電子移動効率の達成に不可欠であることが示された。

## 抑制
最もよく知られている複合体Iの阻害剤はロテノン（有機殺虫剤として使われる）である。ロテノンおよびロテノイドはアントニア（マチン科）、デリスおよびロンコカルプス（マメ科マメ亜科）などの植物で生成するイソフラボノイドである。17世紀という早い段階からロテノン含有植物はインディアンによってその魚毒性が用いられたという報告がなされている。ロテノンの他、ピエリシジンAもユビキノンの類縁化合物であり、複合体Iのユビキノン結合部位に強力に結合する。ロテノンまたはピエリシジンのような疎水性阻害剤は、終端の鉄硫黄クラスターN2とユビキノンとの間の電子移動を阻害していると考えられている。ロテノンによる複合体Iの長期組織的阻害はドーパミン作動性ニューロンの選択的変性を誘発することが分かっている。
また、酵素はアデノシン二リン酸リボースでも抑制される。これは酵素のヌクレオチド結合部位での拮抗的阻害である。したがって、NADHの親水性類縁体とユビキノンの疎水性類縁体はこの酵素の最初と最後で電子の伝達を阻害している。
最も有力な複合体Iの阻害剤はアセトゲニン類である。アセトゲニンは、キノンの結合に不可欠であることが提唱されているND2サブユニットに交差結合することが示されている。アセトゲニンの一つ、ロリニアスタチン2は、ロテノンと結合部位が異なることが分かった最初の阻害剤である。

## 活性/不活性遷移
真核生物の複合体Iの触媒活性は複雑である。酵素には触媒的・構造的に異なる2種の型があり、一つ目は活性型（A型）、もう一方は不活性型（D型）である。生理学的温度（>30°C）で基質が欠乏することにより酵素は不活性型に変わるが、NADHの遅い反応(k~4 min-1)とそれに続くユビキノンの還元によって活性化することができる。何回かの代謝回転の後、酵素は活性状態となり、速い速度(k~104 min-1)で触媒作用を及ぼすようになる。二価カチオン (Mg2+, Ca2+) の存在下、またはアルカリ性の状態では活性化は長くなる。
失活過程での高い活性化エネルギー (270 kJ/mol) は複合体Iに大きな構造変化が起きたことを示しているが、現在判明している2種の構造間の違いは酵素表面に露出するシステイン残基の数のみである。不活性型の複合体Iのシステイン残基をスルフヒドリル試薬（N-エチルマレイミドまたはDTNB）で保護すると、酵素は活性化しなくなる。一方、A型はスルフヒドリル試薬とは反応しない。
構造変化には非常に重要な生理学的意義があることが分かっている。活性型はニトロソチオールとペルオキシ亜硝酸による阻害を受けにくく、逆に不活性型の方が受けやすい。

## 超酸化物の形成
最近の研究では複合体Iが活性酸素種の発生源であることが提唱されている。複合体Iは少なくとも2通りの経路を経由して超酸化物（過酸化水素も含む）を合成することができる。前方の電子伝達では、ごく少量のみの超酸化物が合成される（全体の電子流の0.1%以下）。
逆電子移動では、複合体Iはミトコンドリア内部における超酸化物合成の最も重要な部分で、5%以上の電子が超酸化物に転用される可能性がある。逆電子移動は、還元されたユビキノールプール（哺乳類のミトコンドリアのコハク酸デヒドロゲナーゼ、グリセロール-3-リン酸デヒドロゲナーゼまたはジヒドロオロト酸デヒドロゲナーゼから供給される）からの電子が複合体Iを経由してNAD+をNADHへ還元する過程、ミトコンドリア内膜電位の電位によって進む。逆電子移動がどのような病的状態でin vivoで発生するかまだ正確には判明していないが、in vitroでの実験ではコハク酸濃度が高く、オキサロ酢酸またはリンゴ酸が低濃度のときに起こっている。

## 病理学
複合体Iの突然変異はリー症候群（亜急性壊死性脳脊髄症）を含むミトコンドリア病の原因となる。また、ミトコンドリアDNA(mtDNA) に由来する異なる複合体Iサブユニットの点突然変異により、レーバー遺伝性視神経萎縮症が生じる可能性がある。

## 遺伝子
以下はNADHデヒドロゲナーゼ (ユビキノン)複合体がコードされているヒト遺伝子の一覧である。
- NADH デヒドロゲナーゼ (ユビキノン) 1 α部分複合体
  - NDUFA1 – NADH デヒドロゲナーゼ (ユビキノン) 1 α部分複合体, 1, 7.5kDa
  - NDUFA2 – NADH デヒドロゲナーゼ (ユビキノン) 1 α部分複合体, 2, 8kDa
  - NDUFA3 – NADH デヒドロゲナーゼ (ユビキノン) 1 α部分複合体, 3, 9kDa
  - NDUFA4 – NADH デヒドロゲナーゼ (ユビキノン) 1 α部分複合体, 4, 9kDa
  - NDUFA4L – NADH デヒドロゲナーゼ (ユビキノン) 1 α部分複合体, 4-like
  - NDUFA4L2 – NADH デヒドロゲナーゼ (ユビキノン) 1 α部分複合体, 4-like 2
  - NDUFA5 – NADH デヒドロゲナーゼ (ユビキノン) 1 α部分複合体, 5, 13kDa
  - NDUFA6 – NADH デヒドロゲナーゼ (ユビキノン) 1 α部分複合体, 6, 14kDa
  - NDUFA7 – NADH デヒドロゲナーゼ (ユビキノン) 1 α部分複合体, 7, 14.5kDa
  - NDUFA8 – NADH デヒドロゲナーゼ (ユビキノン) 1 α部分複合体, 8, 19kDa
  - NDUFA9 – NADH デヒドロゲナーゼ (ユビキノン) 1 α部分複合体, 9, 39kDa
  - NDUFA10 – NADH デヒドロゲナーゼ (ユビキノン) 1 α部分複合体, 10, 42kDa
  - NDUFA11 – NADH デヒドロゲナーゼ (ユビキノン) 1 α部分複合体, 11, 14.7kDa
  - NDUFA12 – NADH デヒドロゲナーゼ (ユビキノン) 1 α部分複合体, 12
  - NDUFA13 – NADH デヒドロゲナーゼ (ユビキノン) 1 α部分複合体, 13
  - NDUFAB1 – NADH デヒドロゲナーゼ (ユビキノン) 1, α/β部分複合体, 1, 8kDa
  - NDUFAF1 – NADH デヒドロゲナーゼ (ユビキノン) 1 α部分複合体, assembly factor 1
  - NDUFAF2 – NADH デヒドロゲナーゼ (ユビキノン) 1 α部分複合体, assembly factor 2
  - NDUFAF3 – NADH デヒドロゲナーゼ (ユビキノン) 1 α部分複合体, assembly factor 3
  - NDUFAF4 – NADH デヒドロゲナーゼ (ユビキノン) 1 α部分複合体, assembly factor 4
- NADH デヒドロゲナーゼ (ユビキノン) 1 β部分複合体
  - NDUFB1 – NADH デヒドロゲナーゼ (ユビキノン) 1 β部分複合体, 1, 7kDa
  - NDUFB2 – NADH デヒドロゲナーゼ (ユビキノン) 1 β部分複合体, 2, 8kDa
  - NDUFB3 – NADH デヒドロゲナーゼ (ユビキノン) 1 β部分複合体, 3, 12kDa
  - NDUFB4 – NADH デヒドロゲナーゼ (ユビキノン) 1 β部分複合体, 4, 15kDa
  - NDUFB5 – NADH デヒドロゲナーゼ (ユビキノン) 1 β部分複合体, 5, 16kDa
  - NDUFB6 – NADH デヒドロゲナーゼ (ユビキノン) 1 β部分複合体, 6, 17kDa
  - NDUFB7 – NADH デヒドロゲナーゼ (ユビキノン) 1 β部分複合体, 7, 18kDa
  - NDUFB8 – NADH デヒドロゲナーゼ (ユビキノン) 1 β部分複合体, 8, 19kDa
  - NDUFB9 – NADH デヒドロゲナーゼ (ユビキノン) 1 β部分複合体, 9, 22kDa
  - NDUFB10 – NADH デヒドロゲナーゼ (ユビキノン) 1 β部分複合体, 10, 22kDa
  - NDUFB11 – NADH デヒドロゲナーゼ (ユビキノン) 1 β部分複合体, 11, 17.3kDa
- NADH デヒドロゲナーゼ (ユビキノン) 1, 部分複合体 （不明）
  - NDUFC1 – NADH デヒドロゲナーゼ (ユビキノン) 1, 部分複合体 （不明）, 1, 6kDa
  - NDUFC2 – NADH デヒドロゲナーゼ (ユビキノン) 1, 部分複合体 （不明）, 2, 14.5kDa
- NADH デヒドロゲナーゼ (ユビキノン) 鉄硫黄タンパク質
  - NDUFS1 – NADH デヒドロゲナーゼ (ユビキノン) 鉄硫黄タンパク質1, 75kDa (NADH-補酵素Q レダクターゼ)
  - NDUFS2 – NADH デヒドロゲナーゼ (ユビキノン) 鉄硫黄タンパク質2, 49kDa (NADH-補酵素Q レダクターゼ)
  - NDUFS3 – NADH デヒドロゲナーゼ (ユビキノン) 鉄硫黄タンパク質3, 30kDa (NADH-補酵素Q レダクターゼ)
  - NDUFS4 – NADH デヒドロゲナーゼ (ユビキノン) 鉄硫黄タンパク質4, 18kDa (NADH-補酵素Q レダクターゼ)
  - NDUFS5 – NADH デヒドロゲナーゼ (ユビキノン) 鉄硫黄タンパク質5, 15kDa (NADH-補酵素Q レダクターゼ)
  - NDUFS6 – NADH デヒドロゲナーゼ (ユビキノン) 鉄硫黄タンパク質6, 13kDa (NADH-補酵素Q レダクターゼ)
  - NDUFS7 – NADH デヒドロゲナーゼ (ユビキノン) 鉄硫黄タンパク質7, 20kDa (NADH-補酵素Q レダクターゼ)
  - NDUFS8 – NADH デヒドロゲナーゼ (ユビキノン) 鉄硫黄タンパク質8, 23kDa (NADH-補酵素Q レダクターゼ)
- NADH デヒドロゲナーゼ (ユビキノン) フラボタンパク質1
  - NDUFV1 – NADH デヒドロゲナーゼ (ユビキノン) フラボタンパク質1, 51kDa
  - NDUFV2 – NADH デヒドロゲナーゼ (ユビキノン) フラボタンパク質2, 24kDa
  - NDUFV3 – NADH デヒドロゲナーゼ (ユビキノン) フラボタンパク質3, 10kDa
- ミトコンドリアエンコードNADH デヒドロゲナーゼ サブユニット
  - MT-ND1 - ミトコンドリアエンコード NADH デヒドロゲナーゼ サブユニット1
  - MT-ND2 - ミトコンドリアエンコードNADH デヒドロゲナーゼ サブユニット2
  - MT-ND3 - ミトコンドリアエンコードNADH デヒドロゲナーゼ サブユニット3
  - MT-ND4 - ミトコンドリアエンコードNADH デヒドロゲナーゼ サブユニット4
  - MT-ND4L - ミトコンドリアエンコードNADH デヒドロゲナーゼ サブユニット4L
  - MT-ND5 - ミトコンドリアエンコードNADH デヒドロゲナーゼ サブユニット5
  - MT-ND6 - ミトコンドリアエンコードNADH デヒドロゲナーゼ サブユニット6

## 資料画像

ETC